# Thomas Ismay

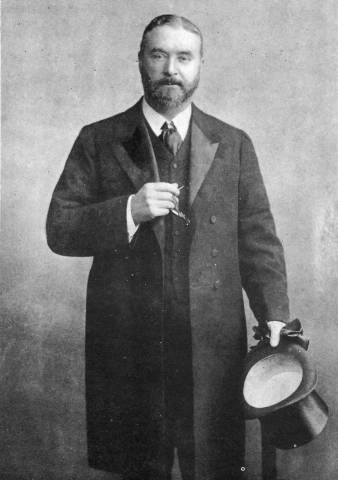
Photographische Abbildung Thomas Henry Ismays

Thomas Henry Ismay (* 7. Januar 1837 in Ropery House, Ellenborough, Maryport, Cumberland; † 23. November 1899 in Dawpool bei Birkenhead) war ein britischer Reeder.

## Leben
Ismay wurde 1837 in Ropery House als ältester Sohn des Schiffbauers Joseph Ismay geboren. Mit 16 Jahren begann er eine kaufmännische Ausbildung bei der Liverpooler Schiffsbrokerfirma Imrie & Tomlinson, nach deren Abschluss er eine Reise nach Südamerika unternahm. Zurück in Liverpool arbeitete er im Australienhandel und als Schiffbroker, in den Jahren bis 1863 zusammen mit dem Kapitän und Schiffseigner Phillip Nelson. 1867 erwarb Ismay die ehemals im Linienverkehr zwischen Australien und Großbritannien tätige und später erloschene Firma White Star Line. Zusammen mit William Imrie gründete Ismay die ebenfalls im Australienhandel arbeitende Oceanic Steam Navigation Company, deren Schiffe ab 1871 im Verkehr nach den Vereinigten Staaten fuhren. Eine bemerkenswerte Geschäftsbeziehung bildete sich zwischen Ismay und der Werft Harland and Wolff in Belfast heraus, die alle Schiffe der White Star Line baute. Im Jahr 1892 zog sich Ismay aus der aktiven Geschäftsführung der Ismay Imrie and Company heraus und übergab den Vorsitz der White Star Line an seinen Sohn Joseph Bruce Ismay.
Im November 1899 starb Thomas Ismay nach längeren Gesundheitsproblemen in Dawpool. Ismay war von 1859 bis zu seinem Tode mit Margaret Bruce verheiratet, sie hatten zusammen drei Söhne und vier Töchter.